# Górniczy Klub Sportowy GieKSa Katowice
Il Górniczy Klub Sportowy GieKSa Katowice è una società pallavolistica maschile polacca con sede a Katowice: milita nel campionato di Polska Liga Siatkówki.

## Storia
Il Górniczy Klub Sportowy GieKSa Katowice viene fondato nel 1964 ereditando il titolo sportivo dal Górnik Katowice. Partecipa nella stagione 1964-65 alla I liga: al termine dell'annata 1969-70 retrocede in II liga, che disputa nella stagione 1969-70: al termine del campionato il club decide di proseguire la propria attività nella serie minori.
Nella stagione 2010-11 viene promossa in III liga: con due promozioni consecutiva, una nell'annata 2014-15 e una in quella 2015-16, ritorna nuovamente nella massima divisione polacca che gioca dalla stagione 2016-17.

## Rosa 2023-2024
| N° | Nome                | Ruolo | Data di nascita   | Nazionalità sportiva |
| -- | ------------------- | ----- | ----------------- | -------------------- |
| 1  | Marcin Waliński     | S     | 24 ottobre 1990   | Polonia              |
| 2  | Jakub Szymański     | S     | 23 maggio 1998    | Polonia              |
| 3  | Wiktor Mielczarek   | S     | 10 gennaio 1998   | Polonia              |
| 4  | Bartosz Mariański   | L     | 26 maggio 1992    | Polonia              |
| 6  | Piotr Fenoszyn      | P     | 31 agosto 1996    | Polonia              |
| 7  | Jakub Jarosz        | O     | 10 febbraio 1987  | Polonia              |
| 8  | Davide Saitta       | P     | 23 giugno 1987    | Italia               |
| 9  | Jonas Kvalen        | S     | 6 giugno 1992     | Norvegia             |
| 10 | Damian Domagała     | O     | 23 aprile 1998    | Polonia              |
| 11 | Lukáš Vašina        | S     | 6 luglio 1999     | Rep. Ceca            |
| 13 | Sebastian Adamczyk  | C     | 28 febbraio 1999  | Polonia              |
| 15 | Bartłomiej Krulicki | C     | 15 settembre 1993 | Polonia              |
| 23 | Dawid Ogórek        | L     | 30 luglio 1990    | Polonia              |
| 27 | Maciej Wóz          | C     | 31 ottobre 2000   | Polonia              |
| 33 | Łukasz Usowicz      | C     | 13 agosto 1997    | Polonia              |
| 34 | Łukasz Kozub        | P     | 3 novembre 1997   | Polonia              |